# 陸岡
陸岡（1491年—？年），字本坤，江西撫州府臨川縣人，明朝政治人物。

## 生平
治《詩經》，排行第九，嘉靖元年（1522年）江西鄉試第一百四名舉人，嘉靖二年（1523年）聯捷癸未科會試第二百四十四名，第三甲第一百四十七名進士。三年任新蔡县知县，历官池州府知府、浙江按察司副使。

## 家族
曾祖陸懋密。祖父陸振啓，壽官。父陸元，知县。母鄒氏；继母徐氏。具庆下。兄陸釗，医官；陸山；陸阜；弟陸陵、陸川。